# Trio Bobo
Il Trio Bobo è un gruppo italiano con influenze Jazz, Rock e Fusion, attivo dal 2002.

## Storia del gruppo
Il Trio Bobo nasce nel 2002 dalla collaborazione tra la sezione ritmica di Elio e le Storie Tese, Faso (basso) e Christian Meyer (batteria) e il chitarrista Alessio Menconi, già chitarrista di Paolo Conte. Lo stile del Trio spazia dal jazz al rock, passando per il funk con suggestioni afro, Reggae e latin. Dopo il primo disco omonimo nel 2005, il Trio prosegue l'attività solo live fino al 2016, quando pubblica Pepper Games.
Tre anni dopo, esce Sensurround, il terzo disco, che riassume la filosofia del gruppo, ovvero «musica ben composta e registrata live da uomini in carne ed ossa come si faceva negli anni '70», evidenziandone le influenze musicali: jazz, rock, blues, progressive, funk, discomusic, ritmi africani. In alcuni brani sono presenti ospiti come Stefano Bollani, la cantante e flautista indiana Varijashree Venugopal, i percussionisti Alex Pacho Rossi e Matteo Scarpettini. Sensurround è il nome di un sistema sonoro per il cinema brevettato negli anni 70 dalla Universal, il cui effetto era quello di "circondare" gli spettatori con le basse frequenze, rendendo la visione del film molto più intensa e reale.

## Formazione
- Faso: basso
- Christian Meyer: batteria
- Alessio Menconi: chitarra

## Discografia
- 2005 – Trio Bobo (Videoradio)
- 2016 – Pepper Games (Nadir Music)
- 2019 – Sensurround (Decca Records/Universal Music Group)